# Берлингтон (Вайоминг)
Бе́рлингтон (англ. Burlington, Wyoming) — город, расположенный в округе Биг-Хорн (штат Вайоминг, США) с населением в 250 человек по статистическим данным переписи 2000 года.

## География
По данным Бюро переписи населения США город Берлингтон имеет общую площадь в 2,59 квадратных километров, водных ресурсов в черте населённого пункта не имеется.
Город Берлингтон расположен на высоте 1352 метра над уровнем моря.

## Демография
По данным переписи населения 2000 года в Берлингтоне проживало 250 человек, 58 семей, насчитывалось 76 домашних хозяйств и 87 жилых домов. Средняя плотность населения составляла около 95,2 человек на один квадратный километр. Расовый состав Берлингтона по данным переписи распределился следующим образом: 88,80 % белых, 0,80 % — коренных американцев, 1,20 % — выходцев с тихоокеанских островов, 0,40 % — представителей смешанных рас, 8,80 % — других народностей. Испаноговорящие составили 10,00 % от всех жителей города.
Из 76 домашних хозяйств в 46,1 % — воспитывали детей в возрасте до 18 лет, 71,1 % представляли собой совместно проживающие супружеские пары, в 5,3 % семей женщины проживали без мужей, 22,4 % не имели семей. 21,1 % от общего числа семей на момент переписи жили самостоятельно, при этом 10,5 % составили одинокие пожилые люди в возрасте 65 лет и старше. Средний размер домашнего хозяйства составил 3,29 человек, а средний размер семьи — 3,90 человек.
Население города по возрастному диапазону по данным переписи 2000 года распределилось следующим образом: 44,4 % — жители младше 18 лет, 2,8 % — между 18 и 24 годами, 24,8 % — от 25 до 44 лет, 13,2 % — от 45 до 64 лет и 14,8 % — в возрасте 65 лет и старше. Средний возраст жителей составил 29 лет. На каждые 100 женщин в Берлингтоне приходилось 101,6 мужчин, при этом на каждые сто женщин 18 лет и старше приходилось 98,6 мужчин также старше 18 лет.
Средний доход на одно домашнее хозяйство в городе составил 28 281 доллар США, а средний доход на одну семью — 31 875 долларов. При этом мужчины имели средний доход в 29 375 долларов США в год против 15 625 долларов среднегодового дохода у женщин. Доход на душу населения в городе составил 13 129 долларов в год. 7,7 % от всего числа семей в округе и 15,1 % от всей численности населения находилось на момент переписи населения за чертой бедности, при этом 19,5 % из них были моложе 18 лет и 2,4 % — в возрасте 65 лет и старше.